# Griechische Badmintonmeisterschaft 2024
Die Griechische Badmintonmeisterschaft 2024 fand vom 27. bis zum 28. April 2024 in Livadia statt. 

## Medaillengewinner
| Disziplin    | Gold                                          | Silber                                             | Bronze                                        |
| ------------ | --------------------------------------------- | -------------------------------------------------- | --------------------------------------------- |
| Herreneinzel | Stamatis Tsigirdakis                          | Paschalis Melikidis                                | Dimitrios Papadopoulos                        |
| Herreneinzel | Stamatis Tsigirdakis                          | Paschalis Melikidis                                | Vasileios Rafail Kiosses                      |
| Dameneinzel  | Grammatoula Sotiriou                          | Dimitra Kalomira Kroystalli                        | Christina Mavromatidou                        |
| Dameneinzel  | Grammatoula Sotiriou                          | Dimitra Kalomira Kroystalli                        | Charalambia Anatoli Vlachantoni               |
| Herrendoppel | George Galvas Ilias Xanthou                   | Georgios Giokas Georgios Tsiolis                   | Dimitrios Papadopoulos Theodoros Papadopoulos |
| Herrendoppel | George Galvas Ilias Xanthou                   | Georgios Giokas Georgios Tsiolis                   | Paschalis Melikidis Axilleas Tsartsidis       |
| Damendoppel  | Ekaterini Spyridopoulou Theodora Lambrianidou | Christina Mavromatidou Maria Kamparajeva           | Grammatoula Sotiriou Maria Iro Daferera       |
| Damendoppel  | Ekaterini Spyridopoulou Theodora Lambrianidou | Christina Mavromatidou Maria Kamparajeva           | Evgenia Vaggeli Ioanna Karetsa                |
| Mixed        | Stamatis Tsigirdakis Theodora Lambrianidou    | Marios Michail Boulios Dimitra Kalomira Kroystalli | Ioannis Palassopoulos Ioanna Karetsa          |
| Mixed        | Stamatis Tsigirdakis Theodora Lambrianidou    | Marios Michail Boulios Dimitra Kalomira Kroystalli | Orestis Hotoumanidis Theodora Liakou          |